# Ctenotus ehmanni
Ctenotus ehmanni (гребневухий сцинк Емйана) — вид сцинкоподібних ящірок родини сцинкових (Scincidae). Ендемік Австралії. Вид названий на честь австралійського герпетолога Гаррі Еймана.

## Поширення і екологія
Гребневухі сцинки Еймана мешкають в центральних районах Кімберлі в Західній Австралії, між річками Кінг-Едвард і Ханн. Вони живуть в евкаліптових рідколіссях, що ростуть на піщаних ґрунтах.